# Třída Mendoza
Třída Mendoza byla třída torpédoborců argentinského námořnictva. Jednalo se o britskými loděnicemi postavenou variantu tamní třídy Scott. Celkem byly postaveny tři jednotky této třídy. Argentinské námořnictvo je provozovalo v letech 1929–1962. Všechny byly vyřazeny.

## Pozadí vzniku
Stavba této třídy byla součástí desetiletého plánu na obnovu floty, schváleného roku 1926. Plán zahrnoval stavbu dvou těžkých křižníků třídy Veinticinco de Mayo, lehkého křižníku ARA La Argentina, dvanácti torpédoborců (z toho dvě jednotky španělské třídy Churruca, tři třídy Mendoza a sedm třídy Buenos Aires) a tří ponorek třídy Santa Fe. Všechny tři torpédoborce třídy Mendoza postavila britská loděnice J. Samuel White v East Cowes. Do služby byly přijaty v roce 1929.
Jednotky třídy Mendoza:
| Jméno         | Založení kýlu | Spuštěn | Vstup do služby | Status        |
| ------------- | ------------- | ------- | --------------- | ------------- |
| Mendoza (D3)  | 1927          | 1928    | leden 1929      | Vyřazen 1962. |
| La Rioja (D4) | 1927          | 1929    | červenec 1929   | Vyřazen 1962. |
| Tucumán (D5)  | 1927          | 1928    | květen 1929     | Vyřazen 1962. |

## Konstrukce

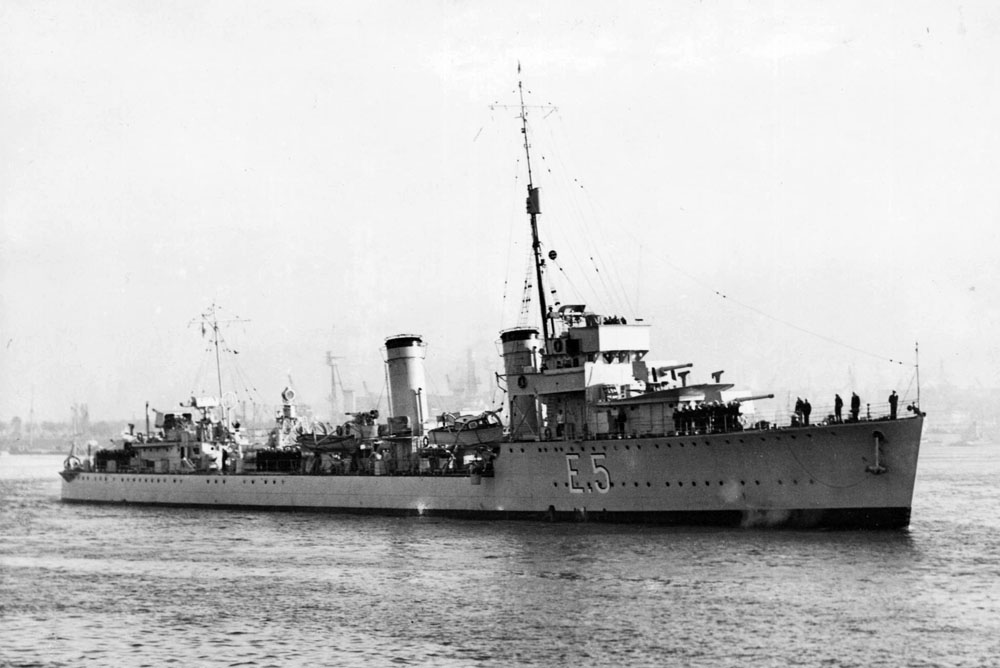
Tucumán

Výzbroj tvořilo pět 120mm kanónů, jeden 76mm kanón, dva 40mm kanóny a dva trojité 533mm torpédomety. Pohonný systém tvořily čtyři kotle Admiralty a dvě sady turbín Parsons o výkonu 42 000 hp. Nejvyšší rychlost dosahovala 36 uzlů. Dosah byl 4500 námořních mil při rychlosti 14 uzlů.

## Modifikace
Ve 40. letech byl odstraněn jeden 120mm kanón a 76mm kanón, protiletadlovou výzbroj naopak posílilo šest 40mm kanónů.